# Skeatia melanostoma
Skeatia melanostoma är en stekelart som först beskrevs av Cameron 1911.  Skeatia melanostoma ingår i släktet Skeatia och familjen brokparasitsteklar. Inga underarter finns listade i Catalogue of Life.